# Château de Milly
Le château de Milly est situé dans la commune de Milly-Lamartine en Saône-et-Loire.

## Description
La maison est très simple, carrée, datant sans doute du XVIIIe siècle et ne comportant qu'un étage de trois fenêtres sur un rez-de-chaussée auquel on accède par un escalier de quelques marches.
L'extérieur n'a pas été modifié, mais la façade est recouverte de verdure.
À l'intérieur la disposition des pièces a été préservé comme à l'époque du poète. 
Le château, bien qu'étant une propriété privée se visite les dimanches & jours fériés, du 1er mai au 30 septembre. 
Des visites guidées sont possibles sur réservation les autres jours, le reste de l’année.

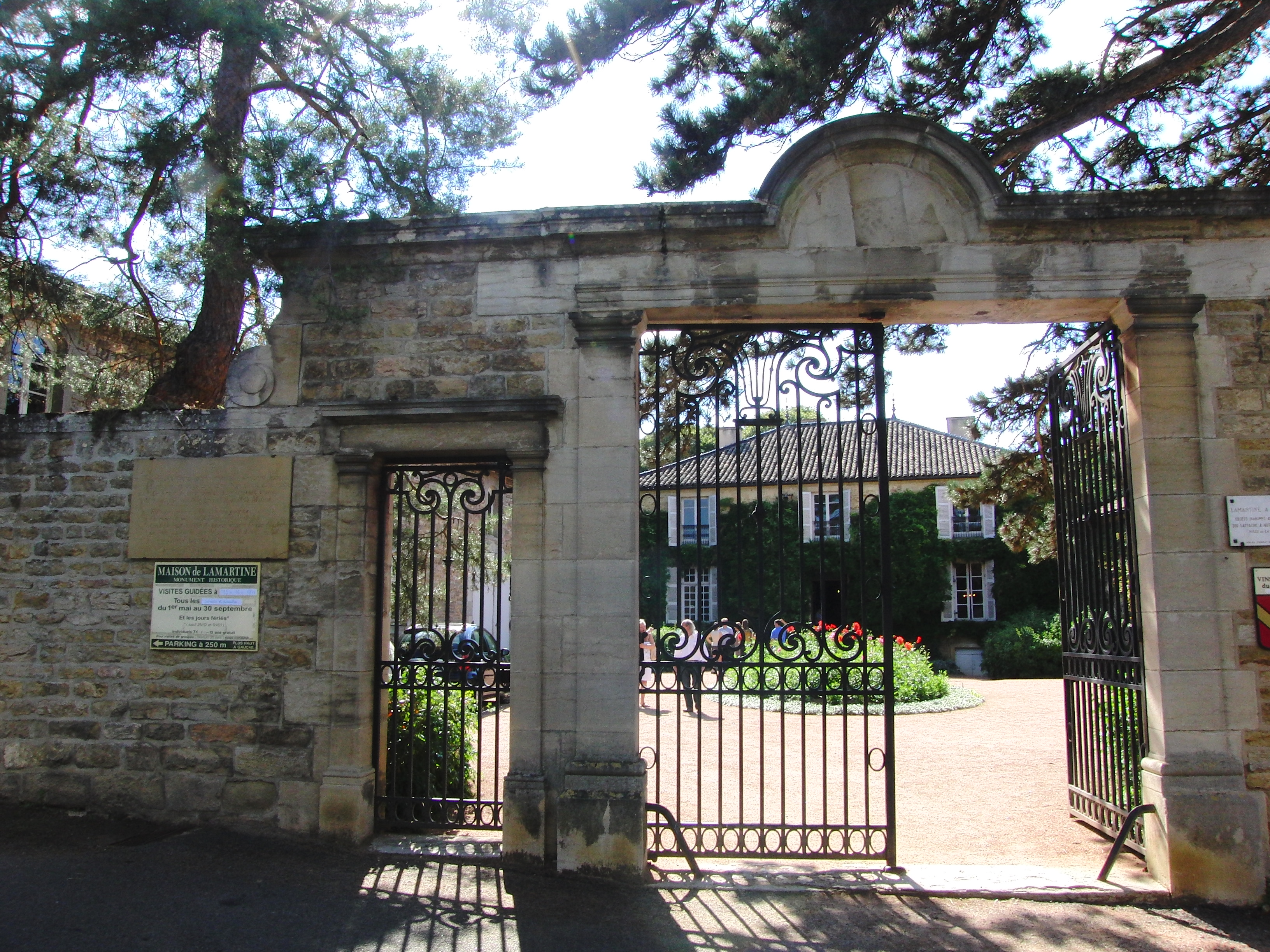
Entrée du château de Milly.
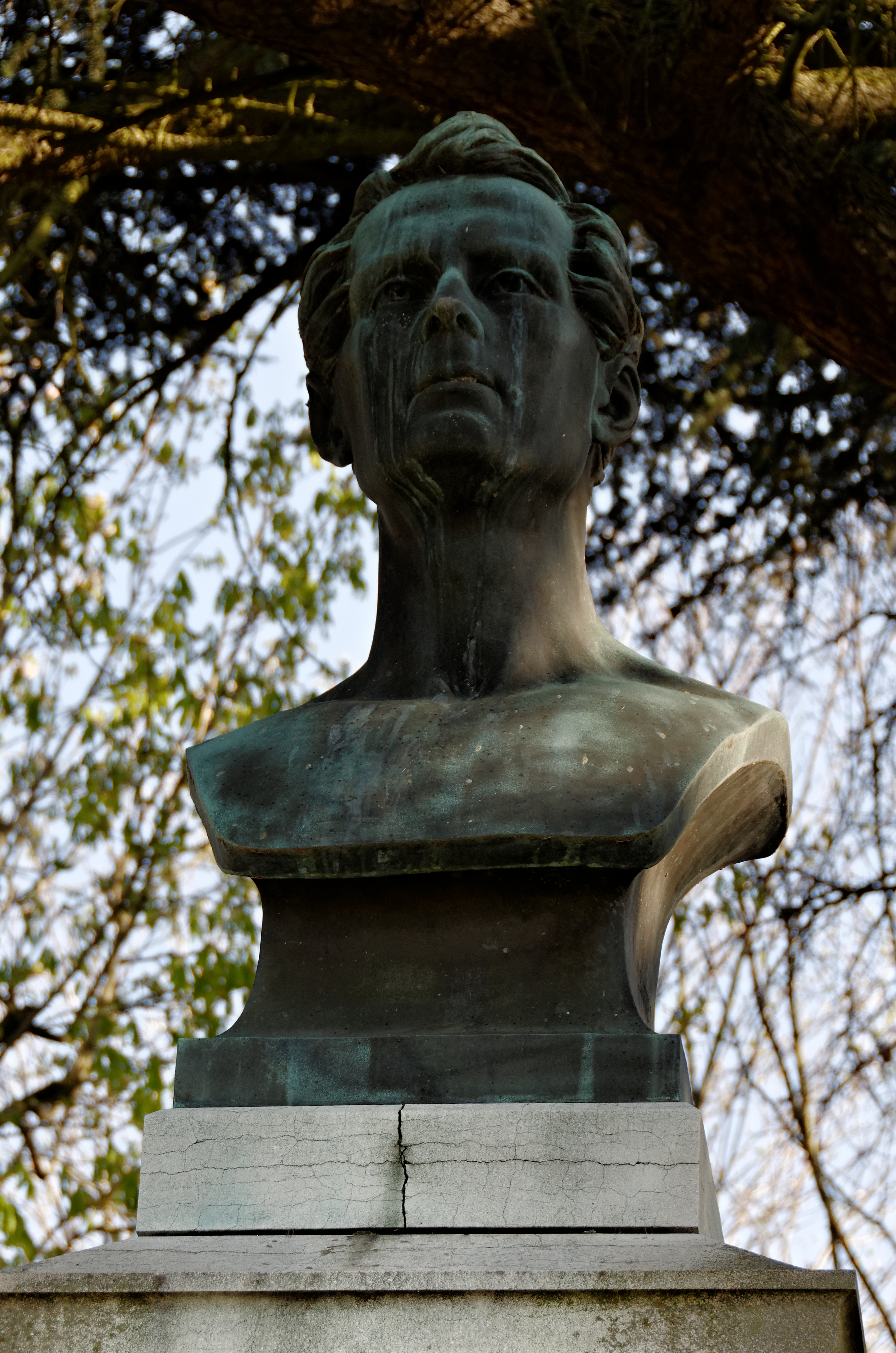
Buste d'Alphonse de Lamartine situé en face de la mairie de Milly-Lamartine

## Historique
Cette demeure est en fait une maison bourgeoise dans laquelle vit Alphonse de Lamartine, de 1794 à 1801, puis, après de courts séjours espacés, pendant la Restauration. Maire de sa commune, le poète a si bien chanté Milly que ce petit coin de terre mâconnaise est devenu aussi célèbre que Saint-Point et Monceau, ses principales autres résidences. Mais Milly n'est pas pour lui la « terre natale » puisqu'il n'y est venu qu'à l'âge de quatre ans. C'est cependant là qu'il a « laissé son cœur », ainsi que le rappelle une inscription gravée sous son buste, devant la mairie.
Cette demeure construite en 1705 se trouvait au centre d'un vaste domaine viticole comprenant une cinquantaine d'hectares répartis sur le territoire des communes de Milly, Berzé-la-Ville et Saint-Sorlin (aujourd'hui La Roche-Vineuse).
En 1826, alors que le père du poète songe à vendre la maison, Lamartine le supplie de n'en rien faire et compose Milly ou la Terre natale (Harmonies poétiques et religieuses). En 1860, ses besoins d'argent étant trop importants, ses créanciers trop nombreux et trop exigeants, il doit finalement se résigner à se séparer de cette maison, si chère à son cœur : « J'ai été obligé, écrit-il le 18 décembre, de signer la vente de la moelle de mes os, ma terre et ma maison natale de Milly, à un prix de détresse qui ne représente ni la valeur morale ni la valeur matérielle. J'ai emporté avec des larmes, en quittant le seuil, les vestiges de ma mère et les reliques de ma jeunesse. » Il la vend pour 500 000 francs à un M. Mazoyer, de Cluny, qui lui-même va la revendre quelques mois après à la famille Sornay.

### articles connexes
- Liste des châteaux de Saône-et-Loire